# Elberta (Míchigan)
Elberta es una villa ubicada en el condado de Benzie en el estado estadounidense de Míchigan. En el Censo de 2010 tenía una población de 372 habitantes y una densidad poblacional de 0,14 personas por km².

## Geografía
Elberta se encuentra ubicada en las coordenadas 44°37′14″N 86°14′3″O / 44.62056, -86.23417. Según la Oficina del Censo de los Estados Unidos, Elberta tiene una superficie total de 2577.04 km², de la cual 1924.35 km² corresponden a tierra firme y (25.33%) 652.67 km² es agua.

## Demografía
Según el censo de 2010, había 372 personas residiendo en Elberta. La densidad de población era de 0,14 hab./km². De los 372 habitantes, Elberta estaba compuesto por el 95.16% blancos, el 0.81% eran afroamericanos, el 0.81% eran amerindios, el 0.27% eran asiáticos, el 0% eran isleños del Pacífico, el 0.81% eran de otras razas y el 2.15% pertenecían a dos o más razas. Del total de la población el 3.49% eran hispanos o latinos de cualquier raza.